# Guajolotes
Guajolotes är en ort i Mexiko.   Den ligger i kommunen Tamazula och delstaten Durango, i den västra delen av landet, 1 100 km nordväst om huvudstaden Mexico City. Guajolotes ligger 2 382 meter över havet och antalet invånare är 106.
Terrängen runt Guajolotes är bergig västerut, men österut är den kuperad. Runt Guajolotes är det mycket glesbefolkat, med 3 invånare per kvadratkilometer. Närmaste större samhälle är Todos Santos, 12,6 km sydost om Guajolotes. I omgivningarna runt Guajolotes växer i huvudsak blandskog.